# ناوچه کلاس-نینگ های
ناوچه کلاس-نینگ های (به انگلیسی: Ning Hai-class cruiser) یک کلاس از کشتی است که طول آن ۳۶۰ فوت (۱۰۹٫۷ متر) می‌باشد.